# Haan-dong
Haan-dong (koreanska: 하안동) är en stadsdel i staden Gwangmyeong i provinsen Gyeonggi i den nordvästra delen av Sydkorea, 16 km sydväst om huvudstaden Seoul.  

## Indelning
Administrativt är Haan-dong indelat i:
| Namn    | Namn             | Yta km² | Invånare 31 dec 2020 |
| ------- | ---------------- | ------- | -------------------- |
| 하안1동 | Haan 1(il)-dong  | 3,92    | 26 848               |
| 하안2동 | Haan 2(i)-dong   | 0,43    | 14 287               |
| 하안3동 | Haan 3(sam)-dong | 0,58    | 20 802               |
| 하안4동 | Haan 4(sa)-dong  | 0,42    | 12 750               |